# Alain Guffroy
Pour les articles homonymes, voir Guffroy.
Alain Guffroy est un chef décorateur français né le 23 juillet 1956 .

## Biographie
Petit il adorait faire du dessin et construire des cabanes. Il fait des études d'architecture à Strasbourg puis à Paris avant de se lancer dans les décors pour le cinéma.
Il est le neveu de Pierre Guffroy. Alain était son assistant décorateur sur Pirates.  

## Filmographie (sélection)
- 2004 : Mensonges et trahisons et plus si affinités... de Laurent Tirard
- 2011 : Des vents contraires de Jalil Lespert
- 2011 : L'Apollonide : Souvenirs de la maison close de Bertrand Bonello
- 2014 : 1001 grammes de Bent Hamer
- 2014 : Jacky au royaume des filles de Riad Sattouf

## Distinctions

### Nominations
- César 2012 : César des meilleurs décors pour L'Apollonide : Souvenirs de la maison close